# Honglin, Guizhou
Honglin (kinesiska: 红林, 红林彝族苗族乡) är en socken i Kina. Den ligger i provinsen Guizhou, i den sydvästra delen av landet, omkring 93 kilometer nordväst om provinshuvudstaden Guiyang.